# Іскра (Зубово-Полянський район)
І́скра (рос. Искра, ерз. Искра) — селище у складі Зубово-Полянського району Мордовії, Росія. Входить до складу Анаєвського сільського поселення.
Населення — 5 осіб (2010; 18 у 2002).
Національний склад (станом на 2002 рік):
- росіяни — 56 %
- мордва — 44 %

Стара назва — Красний Пахар.